# Премія Медічі
Премія Медічі (фр. Prix Médicis) — літературна премія, створена у Франції 1958 року. Засновник премії, драматург, поет і прозаїк Жан-П'єр Жироду, вважав, що Гонкурівська премія та Велика премія Французької академії незаслужено обходять стороною авангардних письменників.
Премія Медічі спочатку орієнтувалася на представників школи «нового роману». Пізніше коло авторів розширилося, проте умова вручення залишилася незмінною: премію присуджують «автору роману чи оповідання, ім'я якого ще не відоме широкому колу читачів, але який має безперечний оригінальний талант».
З 1970 року Премія Медічі вручається також за найкращий закордонний твір, а з 1985-о — за есеїстику.
До 2007 року премія Медічі вручалася у першу середу листопада в Отель Крійон у Парижі, тобто у той самий день, що й Премія Феміна. З 2008 року нагородження лауреатіи відбувається на два дні пізніше в приміщенні ресторану „Ла Медітеране́“.
До журі премії входять:
Крістін де Рівуар,
Анн Вяземскі,
Домінік Фернандес,
Патрік Гренвіль,
Анн Ф. Гаррета,
Емманюель Бернем,
Мішель Бродо,
Ален Венстейн та
Фредерік Міттеран · .

## Лауреати

### Лауреати Премії Медічі за роман
- 1958 — Клод Олльє, Мізансцена
- 1959 — Клод Моріак, Вечеря в місті
- 1960 — Henri Thomas, John Perkins: suivi d'un scrupule
- 1961 — Філіпп Соллерс, Парк
- 1962 — Colette Audry, Derrière la baignoire
- 1963 — Жерар Жарло, Кіт, що гавкає
- 1964 — Монік Віттіг, L'Opoponax
- 1965 — René-Victor Pilhes, La Rhubarbe
- 1966 — Marie-Claire Blais, Une saison dans la vie d'Emmanuel
- 1967 — Клод Сімон, «Історія» (Histoire)
- 1968 — Елі Візель, «Жебрак з Єрусалиму»
- 1969 — Елен Сіксу, Dedans
- 1970 — Camille Bourniquel, Sélinonte ou la Chambre impériale
- 1971 — Паскаль Лене, Ірреволюція
- 1972 — Моріс Клавель, Le Tiers des étoiles
- 1973 — Тоні Дювер, Paysage de fantaisie
- 1974 — Домінік Фернандес, Porporino ou les Mystères de Naples
- 1975 — Жак Альміра, Le Voyage à Naucratis
- 1976 — Марк Шолоденко, Les États du désert
- 1977 — Мішель Бютель, L'Autre Amour
- 1978 — Жорж Перек, «Життя: інструкція з експлуатації»
- 1979 — Клод Дюран, La Nuit zoologique
- 1980:
  - Jean-Luc Benoziglio, Cabinet-portrait
  - Jean Lahougue, Comptine des Height (відмовився від премії)
- 1981 — François-Olivier Rousseau, L'Enfant d'Édouard
- 1982 — Jean-François Josselin, L'Enfer et Cie
- 1983 — Жан Ешноз, Cherokee
- 1984 — Бернар-Анрі Леві, Le Diable en tête
- 1985 — Michel Braudeau, Naissance d'une passion
- 1986 — Pierre Combescot, Les Funérailles de la Sardine
- 1987 — П'єр Мертенс, Les Éblouissements
- 1988 — Christiane Rochefort, La Porte du fond
- 1989 — Serge Doubrovsky, Le Livre brisé
- 1990 — Jean-Noël Pancrazi, Les Quartiers d'hiver
- 1991 — Ів Сімон, La Dérive des sentiments
- 1992 — Мішель Ріо, Tlacuilo
- 1993 — Emmanuèle Bernheim, Sa femme
- 1994 — Ів Берже, Immobile dans le courant du fleuve
- 1995:
  - Васіліс Алексакіс, La Langue maternelle
  - Андрій Макін, «Французький заповіт»
- 1996:
  - Жаклін Арпман, Орланда
  - Жан Ролен, L'Organisation
- 1997 — Філіп Ле Гію, Les, Sept Noms du peintre
- 1998 — Омерік, Le Loup mongol
- 1999 — Крістіан Остер, Mon grand appartement
- 2000 — Ян Аппері, Diabolus in musica
- 2001 — Бенуа Дютертр, Le Voyage en France
- 2002 — Анн Гаррета, Pas un jour
- 2003 — Юбер Менгареллі, Quatre soldats
- 2004 — Марі Нім'є, La Reine du silence
- 2005 — Жан-Філіп Туссен, Fuir
- 2006 — Сорж Шаландон, Une promesse
- 2007 — Жан Асфельд /Jean Hatzfeld, La Stratégie des antilopes
- 2008 — Жан-Марі Бла де Роблес, Là où les tigres sont chez eux
- 2009 — Дані Лаферр'єр, L'énigme du retour
- 2010 — Мейліс де Керангаль, Naissance d'un pont
- 2011 — Матьє Лендон, Ce qu'aimer veut dire
- 2012 — Еммануель Пірейр, Féerie générale
- 2013 — Марі Дарр'єсек, Треба дуже любити людей
- 2014 — Антуан Володін, Terminus radieux
- 2015 — Наталі Азуле, «Тит не любив Береніс» / «Titus' aimait pas Bérénice»
- 2016 — Іван Яблонка, «Летиція, або Кінець людей» / «Laëtitia ou la Fin des hommes»
- 2017 — Яннік Енель «Ось, тримай свою корону» / Tiens ferme ta couronne
- 2018 — П'єр Гійота «Ідіотизм» / Idiotie
- 2019 — Люк Ланг «Попытка» / La Tentation
- 2020 — Клое Делом «Синтетичне серце» / Le Cœre sintéthique
- 2021 — Крістін Анґо «Подорож на Схід» / Le Voyage dans l'Est

### Лауреати Премії Медічі за найкращий закордонний твір
- 1970 — Луїджі Малерба, Saut de la mort,  Італія
- 1971 — James Dickey, Délivrance,  США
- 1972 — Северо Сарді, «Кобра»,  Куба
- 1973 — Мілан Кундера, «Життя не тут»,  Чехословаччина
- 1974 — Хуліо Кортасар, «Книга Мануеля»,  Аргентина
- 1975 — Steven Millhauser, La Vie trop brève d'Edwin Mulhouse,  США
- 1976 — Доріс Лессінг, «Золота зошит»,  Велика Британія
- 1977 — Ектор Б'янчотті, «Трактат про пори року»,  Аргентина
- 1978 — Олександр Зінов'єв, роман «Зяючі висоти»,  СРСР
- 1979 — Алехо Карпентьєр, «Арфа та тінь»,  Куба
- 1980 — Андре Брінк, «Сухой білий сезон»,  ПАР
- 1981 — Давид Шахар, «День графині»,  Ізраїль
- 1982 — Умберто Еко, «Ім'я троянди»,  Італія
- 1983 — Kenneth White, La Route bleue,  Шотландія
- 1984 — Ельза Моранте, Aracoeli,  Італія
- 1985 — Джозеф Геллер, «Господу відомо»,  США
- 1986 — John Hawkes, Aventures dans le commerce des peaux en Alaska; Джуліан Барнс, «Папуга Флобера»  Велика Британія
- 1987 — Антоніо Табуккі, «Індійський ноктюрн»,  Італія
- 1988 — Томас Бернгард, «Старі майстри»,  Австрія
- 1989 — Альваро Мутіс, La Neige de l'amiral,  Колумбія
- 1990 — Амітав Гош, Les Feux du Bengale,  Індія
- 1991 — П'єтро Чітаті, Histoire qui fut heureuse puis douloureuse et funeste,  Італія
- 1992 — Louis Begley, Une éducation polonaise,  США
- 1993 — Пол Остер, «Левіафан»,  США
- 1994 — Роберт Шнайдер, «Сестра сну»,  Австрія
- 1995 — Алессандро Барікко, «Замки гніву»,  Італія
- 1996:
  - Michael Kruger, Himmelfarb,  Німеччина;
  - Людмила Улицька, «Сонечка»,  Росія
- 1997 — Т. Корагессан Бойл, «Америка»,  США
- 1998 — Джонатан Коу, «Будинок сну»,  Велика Британія
- 1999 — Бйорн Ларссон, Le Capitaine et les Rêves,  Швеція
- 2000 — Майкл Ондатже, Le Fantôme d'Anil,  Канада
- 2001 — Антоніо Скармета, «Весілля поета»,  Чилі
- 2002 — Філіп Рот, Людське тавро,  США
- 2003 — Енріке Віла-Матас, Le Mal de Montano,  Іспанія
- 2004 — Аарон Аппельфельд, «Історія одного життя»,  Ізраїль
- 2005 — Орхан Памук, «Сніг»,  Туреччина
- 2006 — Норман Маня, «Повернення хулігана»,  Румунія,  США
- 2007 — Daniel Mendelsohn, «Зниклі»,  США
- 2008 — Alain Claude Sulzer, «Бездоганний хлопець»,  Швейцарія
- 2009 — Dave Eggers, «Велике Що»,  США
- 2010 — David Vann, Sukkwan Island,  США
- 2011 — Давид Гроссман, Une femme fuyant l'annonce,  Ізраїль
- 2012 — Авраам Єгошуа, Ретроспектива,  Ізраїль
- 2013 — Toine Heijmans, «У морі»,  Нідерланди
- 2014 — Лілі Бретт, «Лола Бенскі»,  Австралія
- 2015 — Хакан Гюндай,  Туреччина, «Ще» / «Daha»
- 2016 — Стів Сем-Сандберг,  Швеція, «Обрані» / «De utvalda»
- 2022 — Андрій Курков,  Україна «Сірі бджоли» / «Grey bees»

### Лауреати Премії Медічи за есеїстику
- 1986 — Мішель Серра, П'ять почуттів
- 1987 — Georges Borgeaud, Le Soleil sur Aubiac
- 1989 — Václav Jamek, Traité des courtes merveilles
- 1990 — Жирар Рене, Shakespeare, les feux de l'envie
- 1991 — Alain Etchegoyen, La Valse des éthiques
- 1992 — Luc Ferry, Le Nouvel Ordre écologique
- 1993 — Мішель Онфре, La Sculpture de soi
- 1994 — Jérôme Garcin, Pour Jean Prévost
- 1995 — Паскаль Брюкнер, La Tentation de l'innocence
- 1996 — Viviane Forrester, L'Horreur économique
- 1997 — Michel Winock, Siècle des intellectuels
- 1998 — Альберто Мангель, Une histoire de la lecture  Канада
- 1999 — Christine Jordis, Gens de la Tamise
- 2000 — Armelle Lebras-Chopard, Звіринець філософів
- 2001 — Edwy Plenel, Секрети юності
- 2002 — Daniel Desmarquet, Кафка і дівчата
- 2003 — Michel Schneider, Уявні мерці
- 2004 — Diane de Margerie, Аврора і Жорж
- 2005 — Marie Desplechin, Lydie Violet, La Vie sauve
- 2006 — Jean-Bertrand Pontalis, Брат попереднього
- 2007 — Джоан Дідіон, Рік магічної думки  США
- 2008 — Сесіль Гільбер, Warhol Spirit
- 2009 — Ален Феррі, Мемуари божевільного Еми
- 2010 — Мішель Пастуро, Колір наших спогадів
- 2011 — Сільвен Тессон, У лісах Сибіру
- 2012 — David Van Reybrouck, Конго. Історія,  Бельгія
- 2013 — Світлана Алексієвич, Кінець червоної людини,  Білорусь
- 2014 — Фредерік Пажак, Manifeste incertain, tome 3
- 2015 — Ніколь Лап'єр «Рятуй хто може життя» / «Sauve qui peut la vie»
- 2016 — Жак Анрік «Бокс» / «Boxe»